# 2020年トスカーナグランプリ
2020年トスカーナグランプリ（英: 2020 Tuscan Grand Prix）は、2020年のF1世界選手権第9戦として、2020年9月13日にムジェロ・サーキットで開催された。
正式名称は「Formula 1 Pirelli Gran Premio Della Toscana Ferrari 1000 2020」で、フェラーリのF1参戦1,000レース目を記念するレースである。

## レース前
ムジェロ初開催の背景
新型コロナウイルス感染症の世界的流行により開催不能となったレースが相次ぎ、その代替となる候補地の1つとしてMotoGPのイタリアGPが開催されているムジェロ・サーキットが候補に上がり、7月10日に第9戦として組み込まれた。同サーキットはフェラーリが保有しており、フェラーリのF1世界選手権参戦1,000レース目を記念するレースとなる。同感染症の拡大防止策として開幕から無観客のレースが続いていたが、本レースは1日に2,880人と大幅に制限されるものの、初めて観客を入れて開催される。
タイヤ
本レースでピレリが持ち込むドライ用タイヤのコンパウンドはハード（白）：C1、ミディアム（黄）：C2、ソフト（赤）：C3と硬めの組み合わせ。
その他
- フェラーリは参戦1,000レース目を記念して、SF1000及びレーシングスーツに1950年の125と同じワインレッドの特別カラーリングを施す[8]。

## エントリー
レギュラードライバーは前戦イタリアGPから変更なし。FP1のみ走行するドライバーはなし。

## 予選
2020年9月12日 15:00 CEST(UTC+2)
- 気温29度、路面温度45度、晴、ドライコンディション[10]

ルイス・ハミルトン（メルセデス）がチームメイトのバルテリ・ボッタスを0.059秒の僅差で抑え、4戦連続で今季7回目、通算95回目のポールポジションを獲得した。マックス・フェルスタッペンとアレクサンダー・アルボンのレッドブル勢が2列目に付けた。Q3の最終アタックでエステバン・オコン（ルノー）がスピンしたことにより黄旗が出されたことでタイムを更新できなかったドライバーが多かったが、オコンの前を走っていたため黄旗の影響を受けなかったシャルル・ルクレール（フェラーリ）が5番手に入った。前戦イタリアGPの勝者ピエール・ガスリー（アルファタウリ）は16番手に沈みQ1で敗退、ランド・ノリス（マクラーレン）は11番手で今季初めてQ3進出を逃し、セバスチャン・ベッテル（フェラーリ）も14番手でQ2敗退に終わった。

### 予選結果
| 順位                | No. | ドライバー                   | コンストラクター                   | Q1       | Q2       | Q3       | Grid |
| ------------------- | --- | ---------------------------- | ---------------------------------- | -------- | -------- | -------- | ---- |
| 1                   | 44  | ルイス・ハミルトン           | メルセデス                         | 1:15.778 | 1:15.309 | 1:15.144 | 1    |
| 2                   | 77  | バルテリ・ボッタス           | メルセデス                         | 1:15.749 | 1:15.322 | 1:15.203 | 2    |
| 3                   | 33  | マックス・フェルスタッペン   | レッドブル-ホンダ                  | 1:16.335 | 1:15.471 | 1:15.509 | 3    |
| 4                   | 23  | アレクサンダー・アルボン     | レッドブル-ホンダ                  | 1:16.527 | 1:15.914 | 1:15.954 | 4    |
| 5                   | 16  | シャルル・ルクレール         | フェラーリ                         | 1:16.698 | 1:16.324 | 1:16.270 | 5    |
| 6                   | 18  | ランス・ストロール           | レーシング・ポイント-BWTメルセデス | 1:16.701 | 1:16.271 | 1:16.356 | 6    |
| 7                   | 11  | セルジオ・ペレス             | レーシング・ポイント-BWTメルセデス | 1:16.596 | 1:16.489 | 1:16.311 | 7 1  |
| 8                   | 3   | ダニエル・リカルド           | ルノー                             | 1:16.981 | 1:16.243 | 1:16.543 | 8    |
| 9                   | 55  | カルロス・サインツ           | マクラーレン-ルノー                | 1:16.993 | 1:16.522 | 1:17.870 | 9    |
| 10                  | 31  | エステバン・オコン           | ルノー                             | 1:16.825 | 1:16.297 | No Time  | 10   |
| 11                  | 4   | ランド・ノリス               | マクラーレン-ルノー                | 1:16.895 | 1:16.640 |          | 11   |
| 12                  | 26  | ダニール・クビアト           | アルファタウリ-ホンダ              | 1:16.928 | 1:16.854 |          | 12   |
| 13                  | 7   | キミ・ライコネン             | アルファロメオ-フェラーリ          | 1:17.059 | 1:16.854 |          | 13   |
| 14                  | 5   | セバスチャン・ベッテル       | フェラーリ                         | 1:17.072 | 1:16.858 |          | 14   |
| 15                  | 8   | ロマン・グロージャン         | ハース-フェラーリ                  | 1:17.069 | 1:17.254 |          | 15   |
| 16                  | 10  | ピエール・ガスリー           | アルファタウリ-ホンダ              | 1:17.125 |          |          | 16   |
| 17                  | 99  | アントニオ・ジョヴィナッツィ | アルファロメオ-フェラーリ          | 1:17.220 |          |          | 17   |
| 18                  | 63  | ジョージ・ラッセル           | ウィリアムズ-メルセデス            | 1:17.232 |          |          | 18   |
| 19                  | 6   | ニコラス・ラティフィ         | ウィリアムズ-メルセデス            | 1:17.320 |          |          | 19   |
| 20                  | 20  | ケビン・マグヌッセン         | ハース-フェラーリ                  | 1:17.348 |          |          | 20   |
| 107% time: 1:21.051 |     |                              |                                    |          |          |          |      |
| ソース:             |     |                              |                                    |          |          |          |      |

追記
- ^1 - ペレスはFP2セッション中にターン1でライコネンと接触した件の責任を問われて1グリッド降格ペナルティが科され、ペナルティポイント1点が加算された（合計2点）[14][15]

## 決勝

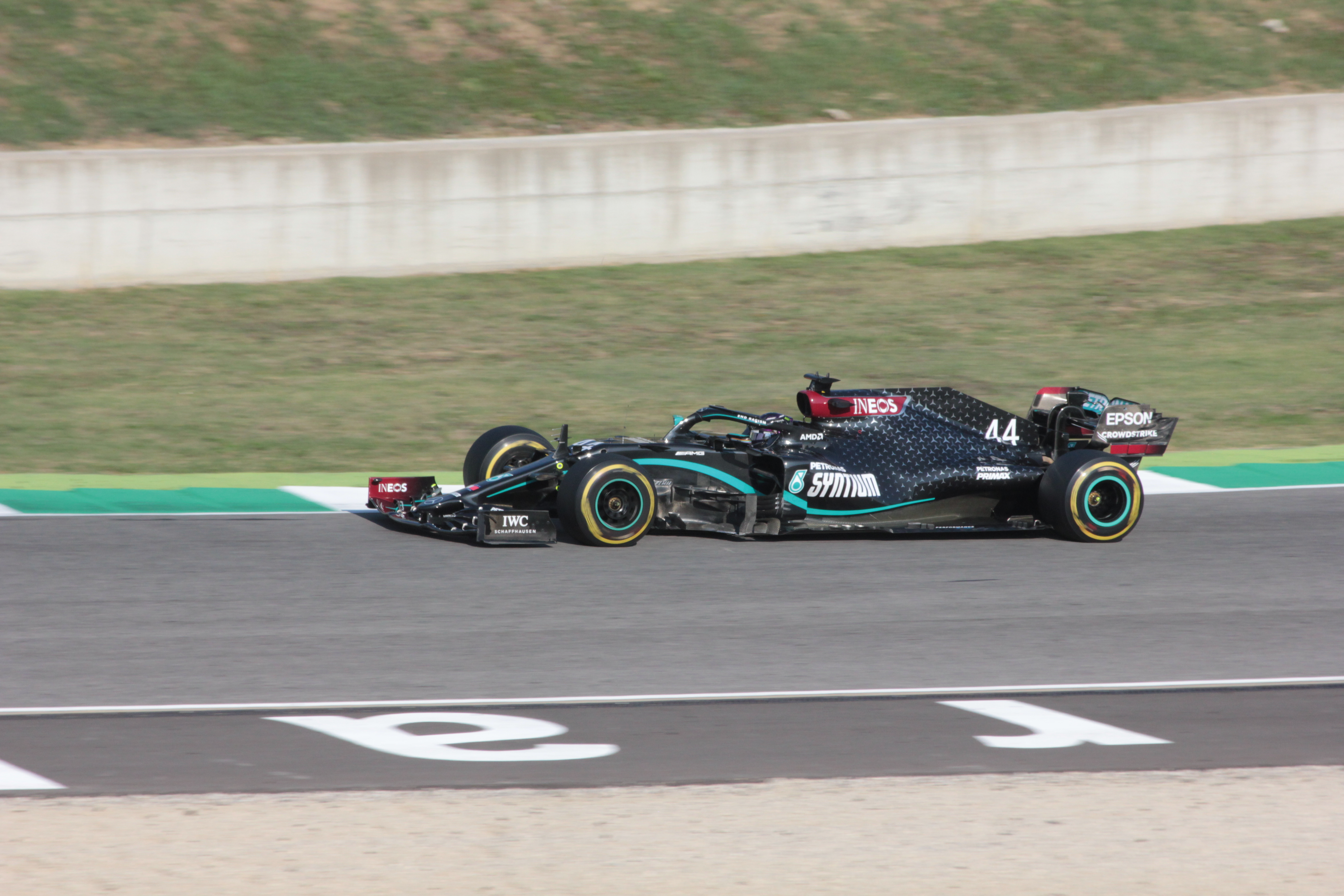
レースを制したルイス・ハミルトン

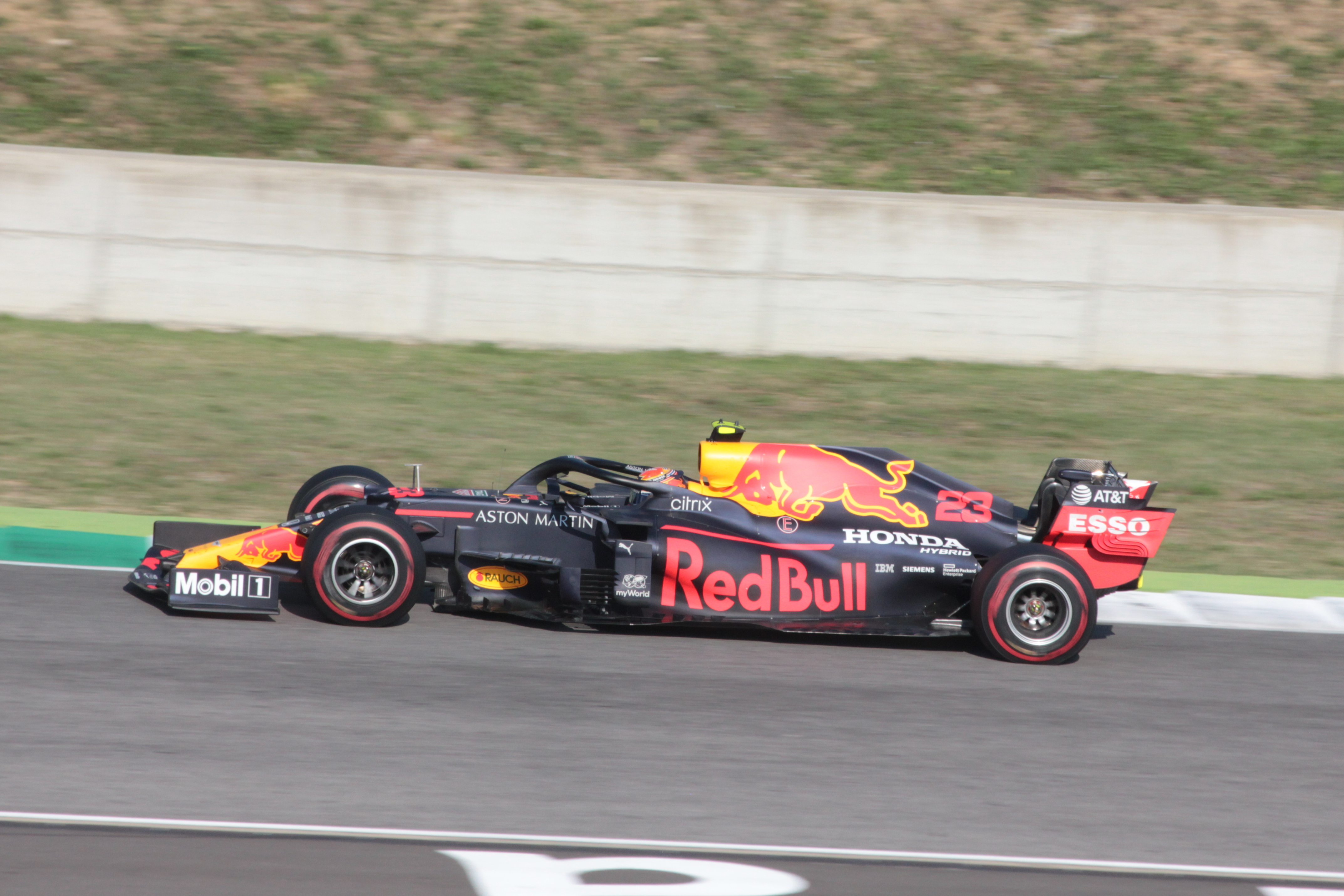
初の表彰台を獲得したアレクサンダー・アルボン

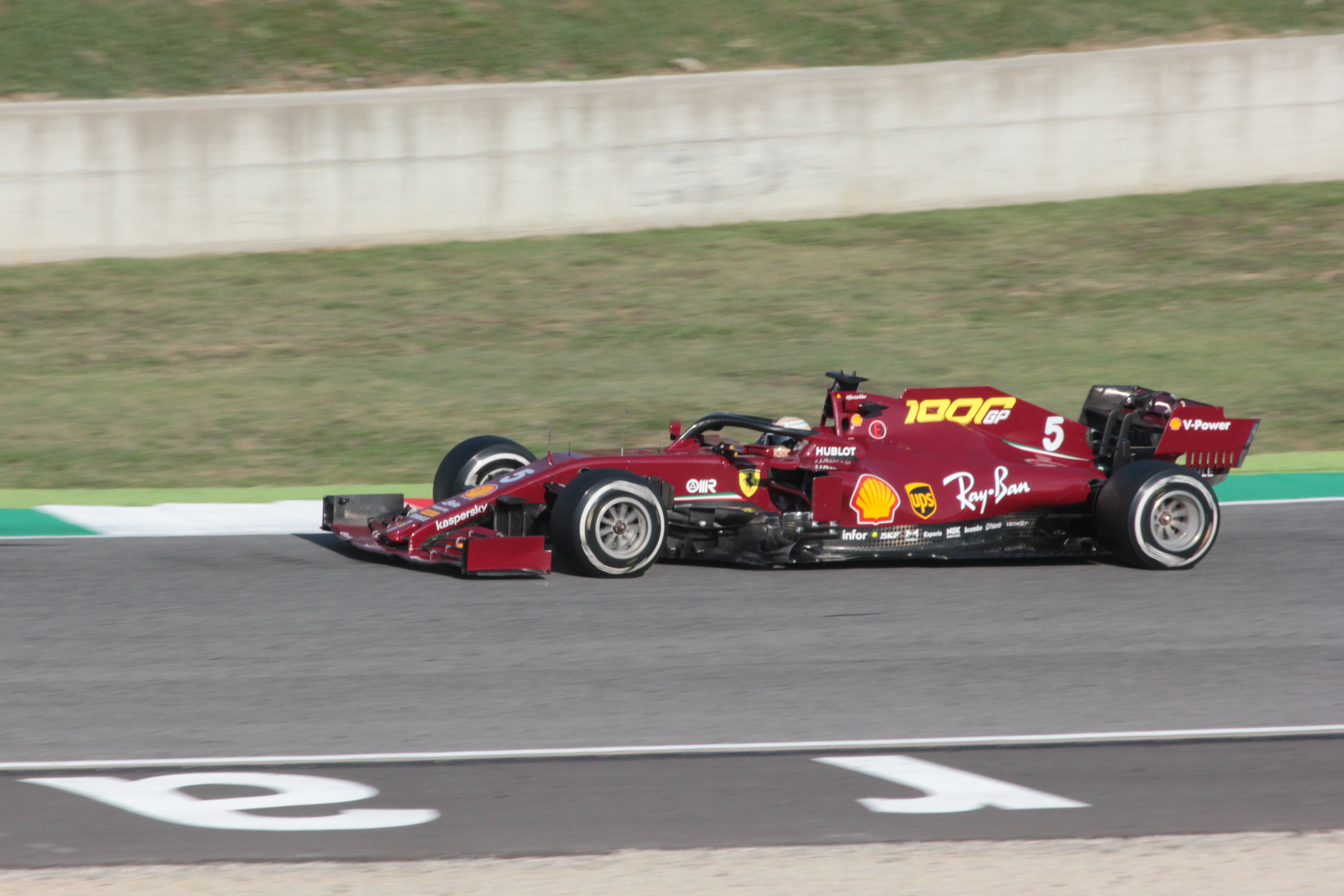
フェラーリの1,000レース目を記念した特別カラーリングが施されたフェラーリ・SF1000を駆るセバスチャン・ベッテル

2020年9月13日 15:10 CEST(UTC+2)
気温30度、路面温度45度、ドライコンディション（以下の内容の出典）
ルイス・ハミルトンがハットトリックを達成して優勝した。一方で、多重クラッシュなどで2016年ブラジルグランプリ以来の赤旗2回のレース中断、計8台のリタイアする事態が起きるなど、レース自体は波乱の展開となった。ハミルトンのチームメイトのバルテリ・ボッタスが2位となりメルセデスは1-2達成、そしてアレクサンダー・アルボンがキャリア初表彰台を獲得した。本レースでF1参戦1000回目となるフェラーリはダブル入賞を記録した。

### 展開
オープニングラップでマックス・フェルスタッペンがPUトラブルでスタートに失敗。その影響でロマン・グロージャンとキミ・ライコネンに挟まれる格好になったピエール・ガスリーが2台と接触する形となり、その反動でライコネンはフェルスタッペンに追突するという多重クラッシュが発生。これにより、ガスリーはそのままリタイア。フェルスタッペンは何とか復帰しようとしたがリアタイヤがグラベルに捕まりリタイアとなった。この接触事故は後にFIAスチュワードの審議対象となったが、お咎めなしの裁定が下った。その前方ではカルロス・サインツがスピン。セバスチャン・ベッテルはこれを避けきれず、フロントウイングにダメージを負い緊急ピットインを強いられた。
続く6周目もセーフティカー（SC）解除後、首位のバルテリ・ボッタスはコントロールラインぎりぎりまで低速走行を続けたが（この行為自体は違反ではない）、リスタートのため加速体制に入った後方のドライバーが玉突き事故を起こす結果となり、ジョビナッツィ、ケビン・マグヌッセン、ニコラス・ラティフィ、サインツが多重クラッシュを起こして4人ともリタイアに追い込まれた。ここで1度目の赤旗が出され、レースは中断された。
レース再開後、ルイス・ハミルトンがスタートダッシュを決め、ボッタスを逆転。ここからは1位、2位の順位変動はなくメルセデスのワンツー体制となる。このまま何も無くレースを終えるかと思われたが、43周目に暫定3位を走っていたランス・ストロールがセクター2のターン9で左リアタイヤのパンクによって単独クラッシュ。タイヤバリアに突っ込みリタイアとなった。また、マシン撤去とタイヤバリア修復のため、2度目の赤旗が振られることとなった。さらにマシンが炎上してしまったため、より撤去に時間を要することとなった。
2度目の再開後、SC先導で数周走り、47周目から再開。ワンツーは変わらず、アレクサンダー・アルボンとダニエル・リカルドの3位争いやそれ以下の順位争いが展開され、3位に関してはアルボンに軍配が上がる形となり、47周目以降はクラッシュなどはなくチェッカーを迎えることとなった。
最終的に2度の赤旗によるレース一旦中止の後2度のレース再開の中、ハミルトンがハットトリックを達成し、通算90勝目を飾った。2位はボッタスとなりメルセデス1-2フィニッシュを飾った。アレクサンダー・アルボンが3位となり、F1キャリア初表彰台を獲得した。
レース後、レース前および表彰式で黒人射殺事件を糾弾するTシャツを着用したハミルトンについてFIAによる調査が行われた。今回のハミルトンが着用したTシャツがFIAの国際競技規範に抵触する可能性もあったが、結局お咎めなしとなった。

### レース結果
| 順位    | No. | ドライバー                   | コンストラクター                   | 周回数 | タイム/リタイア原因 | Grid | Pts.  |
| ------- | --- | ---------------------------- | ---------------------------------- | ------ | ------------------- | ---- | ----- |
| 1       | 44  | ルイス・ハミルトン           | メルセデス                         | 59     | 2:19:35.060         | 1    | 26 FL |
| 2       | 77  | バルテリ・ボッタス           | メルセデス                         | 59     | +4.880              | 2    | 18    |
| 3       | 23  | アレクサンダー・アルボン     | レッドブル-ホンダ                  | 59     | +8.064              | 4    | 15    |
| 4       | 3   | ダニエル・リカルド           | ルノー                             | 59     | +10.417             | 8    | 12    |
| 5       | 11  | セルジオ・ペレス             | レーシング・ポイント-BWTメルセデス | 59     | +15.650             | 7    | 10    |
| 6       | 4   | ランド・ノリス               | マクラーレン-ルノー                | 59     | +18.883             | 11   | 8     |
| 7       | 26  | ダニール・クビアト           | アルファタウリ-ホンダ              | 59     | +21.756             | 12   | 6     |
| 8       | 16  | シャルル・ルクレール         | フェラーリ                         | 59     | +28.345             | 5    | 4     |
| 9       | 7   | キミ・ライコネン             | アルファロメオ-フェラーリ          | 59     | +29.770 1           | 13   | 2     |
| 10      | 5   | セバスチャン・ベッテル       | フェラーリ                         | 59     | +29.983             | 14   | 1     |
| 11      | 63  | ジョージ・ラッセル           | ウィリアムズ-メルセデス            | 59     | +32.404             | 18   |       |
| 12      | 8   | ロマン・グロージャン         | ハース-フェラーリ                  | 59     | +42.036             | 15   |       |
| Ret     | 18  | ランス・ストロール           | レーシング・ポイント-BWTメルセデス | 42     | アクシデント        | 6    |       |
| Ret     | 31  | エステバン・オコン           | ルノー                             | 7      | ブレーキ            | 10   |       |
| Ret     | 6   | ニコラス・ラティフィ         | ウィリアムズ-メルセデス            | 6      | 接触                | 19   |       |
| Ret     | 20  | ケビン・マグヌッセン         | ハース-フェラーリ                  | 5      | 接触                | 20   |       |
| Ret     | 99  | アントニオ・ジョヴィナッツィ | アルファロメオ-フェラーリ          | 5      | 接触                | 17   |       |
| Ret     | 55  | カルロス・サインツ           | マクラーレン-ルノー                | 5      | 接触                | 9    |       |
| Ret     | 33  | マックス・フェルスタッペン   | レッドブル-ホンダ                  | 0      | 接触                | 3    |       |
| Ret     | 10  | ピエール・ガスリー           | アルファタウリ-ホンダ              | 0      | 接触                | 16   |       |
| ソース: |     |                              |                                    |        |                     |      |       |

追記
- ^FL - ファステストラップの1点を含む
- ^1 - ライコネンはピットレーン入口のホワイトラインをカットした件で5秒ペナルティが科されたが、ペナルティをピットインで消化しなかったためレースタイムに5秒加算され、8位から9位に降格した。また、ペナルティポイント1点が加算された（合計4点）[22]

優勝者ルイス・ハミルトンの平均速度
133.037 km/h (82.665 mph)
ファステストラップ
- ルイス・ハミルトン - 1:18.833 (58周目)

ラップリーダー
太字は最多ラップリーダー
- バルテリ・ボッタス - 9周 (1-9)
- ルイス・ハミルトン - 50周 (10-59)

## 第9戦終了時点のランキング
|         | 順位 | ドライバー                 | ポイント |
| ------- | ---- | -------------------------- | -------- |
|         | 1    | ルイス・ハミルトン         | 190      |
|         | 2    | バルテリ・ボッタス         | 135      |
|         | 3    | マックス・フェルスタッペン | 110      |
| 1       | 4    | ランド・ノリス             | 65       |
| 1       | 5    | アレクサンダー・アルボン   | 63       |
| ソース: |      |                            |          |

|         | 順位 | コンストラクター                   | ポイント |
| ------- | ---- | ---------------------------------- | -------- |
|         | 1    | メルセデス                         | 325      |
|         | 2    | レッドブル-ホンダ                  | 173      |
|         | 3    | マクラーレン-ルノー                | 106      |
|         | 4    | レーシング・ポイント-BWTメルセデス | 92       |
|         | 5    | ルノー                             | 83       |
| ソース: |      |                                    |          |

- 注：ドライバー、コンストラクター共にトップ5のみ表示。